# Estação Armênia
A Estação Armênia, originalmente conhecida como Estação Ponte Pequena, é uma estação da Linha 1–Azul do Metrô de São Paulo. Trata-se de um exemplar da arquitetura brutalista, concebida pelo arquiteto Marcelo Accioly Fragelli, natural do Rio de Janeiro, nascido em 1928 e falecido no dia 9 de agosto de 2014.

## História

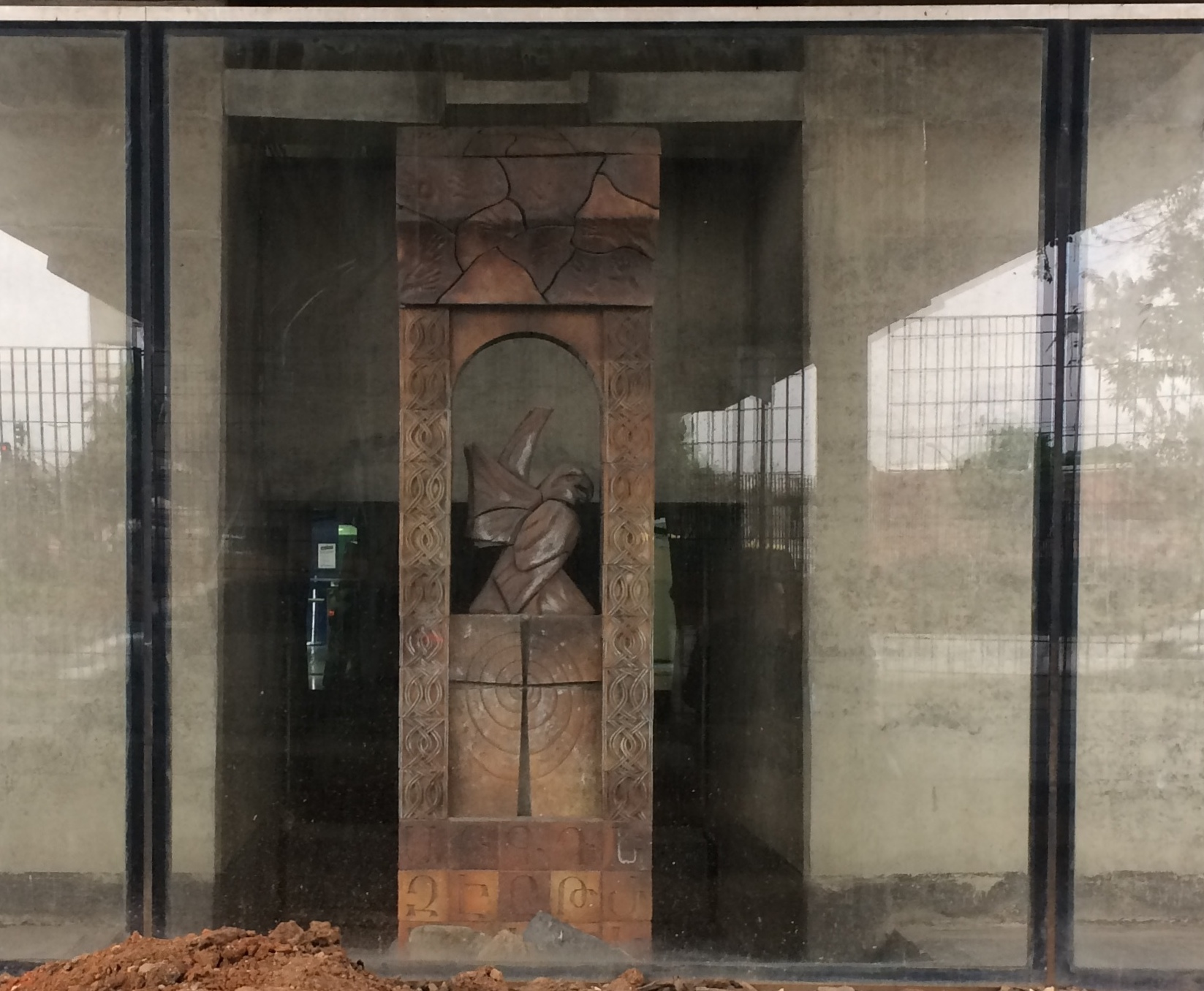
Memorial Armênia, do Acervo da Companhia do Metropolitano de São Paulo, obra de Josely Carvalho

Foi inaugurada no dia 26 de setembro de 1975 com o nome de Ponte Pequena, como referência ao nome do local (a antiga ponte da Avenida Tiradentes sobre o Rio Tamanduateí, que contrastava-se com a já demolida Ponte Grande, sobre o Rio Tietê). Em 12 de novembro de 1985, houve a alteração para o nome atual, em homenagem à grande presença de imigrantes armênios na cidade de São Paulo, que ajudaram financeiramente na construção da estação.

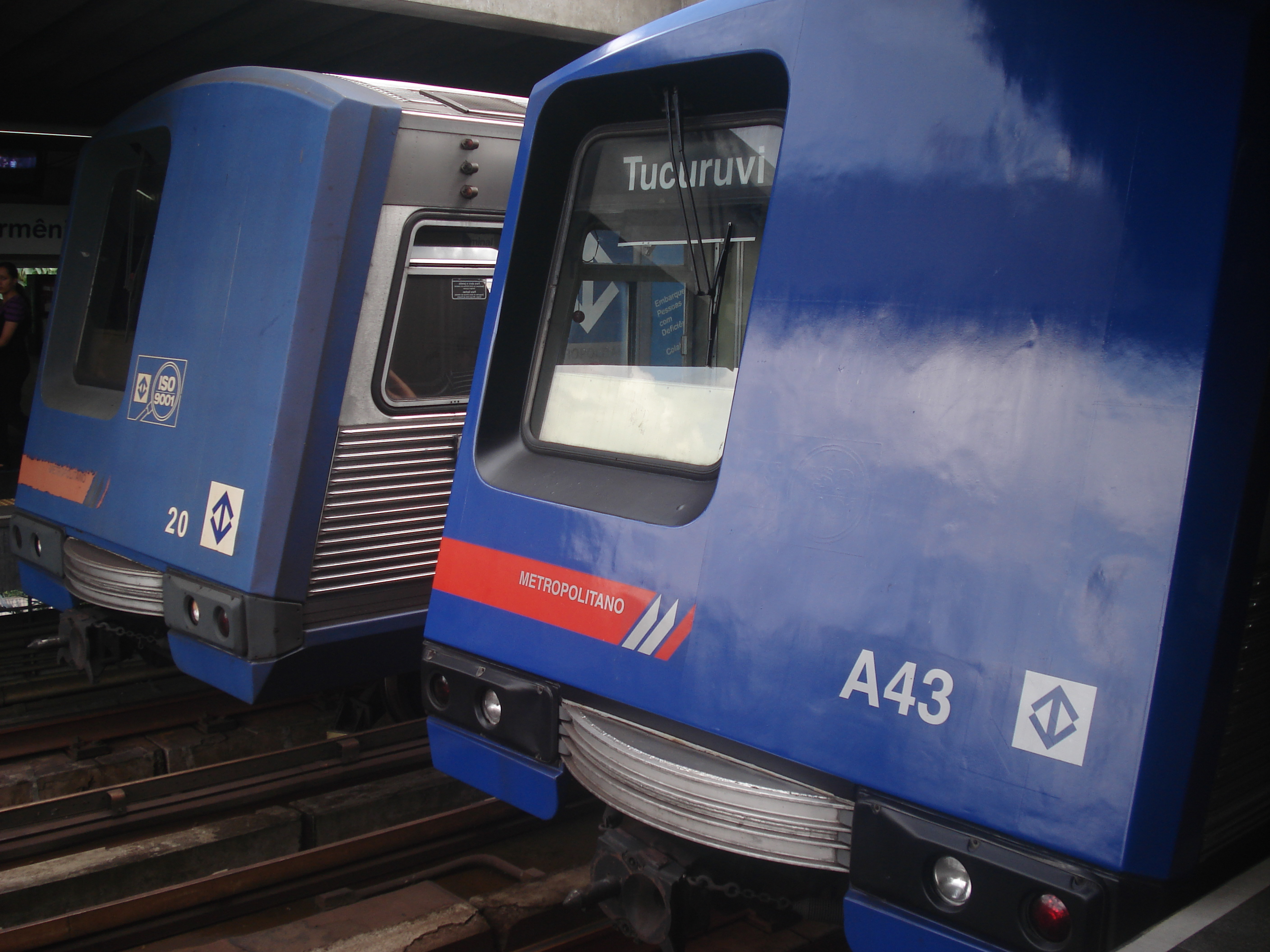
Trens parados na estação Armênia

É a sétima estação saindo de Tucuruvi, sentido Jabaquara. Localiza-se, oficialmente, na Praça Armênia, no distrito do Bom Retiro, região central da capital, mas possui duas áreas de acesso e de bloqueio nas extremidades das plataformas e um elevador para portadores de deficiência física, junto ao cruzamento da Avenida Tiradentes com a Avenida do Estado. A área de acesso norte possui duas saídas, uma para a própria Rua Pedro Vicente e a outra para a Rua Eduardo Chaves. A área de acesso sul possui três saídas: duas para a Praça Armênia e Avenida Santos Dumont e outra para a Avenida Tiradentes.
Trata-se de uma estação elevada, em curva, com estrutura em concreto aparente, cobertura pré-fabricada de concreto e duas plataformas laterais, que encontram-se suspensas sobre a Avenida do Estado e o Rio Tamanduateí.
Junto à estação foi implantado um terminal de ônibus metropolitano, denominado Terminal Metropolitano Armênia Norte, da EMTU. As linhas servem os municípios de Guarulhos, Mogi das Cruzes, Barueri e Osasco. Nas plataformas, há acesso para pessoas portadoras de deficiência. Já o Terminal Metropolitano Armênia Sul, serve as cidades de Guarulhos (Região Central e Periférica), Arujá, Santa Isabel e Itaquaquecetuba.

## Demanda média e capacidade da estação
A média de entrada de passageiros nessa estação em 2013 foi de 32 mil passageiros por dia útil. Sua capacidade é de 20 mil passageiros/hora/pico 

## Obras de arte
- "Fragmentos da Memória" (instalação), Josely Carvalho, mista (1995), cerâmica, vidro jateado, luz água e paisagismo (2 peças de 3,66 m x 1,10 mx 0,20 m), instalada nos jardins externos dos acessos à estação.[9]

## Tabela
| Linha  | Terminais            | Inauguração            | Comprimento (km) | Estações | Duração das viagens (min) | Funcionamento (*)                                             |
| ------ | -------------------- | ---------------------- | ---------------- | -------- | ------------------------- | ------------------------------------------------------------- |
| 1 Azul | Tucuruvi ↔ Jabaquara | 14 de setembro de 1974 | 20,2             | 23       | 47                        | Diariamente, das 4h40 à 0h32; Sábados até a 1 hora de domingo |